# Capitalismo rentista
Capitalismo rentista é um termo usado atualmente para descrever a crença em práticas econômicas de monopolização do acesso a qualquer tipo de propriedade (física, financeira, intelectual, etc.) e obtenção de lucros significativos sem contribuição para a sociedade.